# Santos Challenger
Il Santos Challenger è stato un torneo professionistico di tennis giocato su campi in terra rossa. Faceva parte dell'ATP Challenger Series. Si giocava annualmente a Santos in Brasile.

## Albo d'oro

### Singolare
| Anno      | Campione         | Finalista          | Punteggio     |
| --------- | ---------------- | ------------------ | ------------- |
| 1983      | Julio Goes       | Carlos Kirmayr     | 6-2, 6-3      |
| 1984-1987 | Non disputato    |                    |               |
| 1988      | Danilo Marcelino | Marcelo Hennemann  | 6-3, 3-6, 6-3 |
| 1989      | Gabriel Markus   | Christian Miniussi | 6-2, 6-2      |

### Doppio
| Anno      | Campioni                       | Finalisti                       | Punteggio     |
| --------- | ------------------------------ | ------------------------------- | ------------- |
| 1983      | Junie Chatman Leo Palin        | Edvaldo Oliveira Fernando Roese | 7-6, 6-2      |
| 1984-1987 | Non disputato                  |                                 |               |
| 1988      | Danilo Marcelino Mauro Menezes | Jose Clavet Francisco Clavet    | 3-6, 6-1, 6-2 |
| 1989      | Cristian Araya Pedro Rebolledo | David Macpherson Gerardo Mirad  | 6-4, 4-6, 6-4 |